# 白善浩
白善浩（韓語：백선호，2003年7月18日—），韓國男演員。曾是C-JeS Studio公開男團練習生、M.I.C成員之一，於2023年正式宣布轉型為演員。

## 影視作品

### 劇集
| 年份   | 播放平台  | 劇名                | 角色   | 備註 |
| 2023   | Channel A | 《男與女》          | 張恩宇 | 配角 |
| 2024   | TVING     | 《或好或壞的東載》  | 成時耘 | 配角 |
| 2024   | tvN       | 《O'PENing-受領人》 | 成書俊 | 主演 |
| 2025   | KBS       | 《喀喀喀喀》        | 李馬克 | 配角 |
| 待公布 | NETFLIX   | 《Girigo》          | 建宇   | 主演 |

## 外部連結
- 官方网站
- 白善浩的Instagram帳戶
- 白善浩在NAVER上的资料
- 白善浩在Daum上的资料
- 白善浩在互联网电影资料库（IMDb）上的資料（英文）
- 白善浩在HanCinema的頁面（英文）